# 1862년 대홍수
1862년 대홍수(Great Flood of 1862)는 1861년 12월부터 1862년 1월까지 미국 오리건주, 네바다주, 캘리포니아주에 집중적으로 발생한 기록 사상 최대의 홍수이다. 1861년 11월 오리건주의 호우에서 시작되어 1862년 1월까지 수 주 동안 고지대에 계속해서 눈과 비가 내렸다. 특히 1862년 1월 9일부터 12일 사이에는 기록적인 강우량을 기록해 오리건주 서부의 컬럼비아강에서 시작해서 남쪽으로는 캘리포니아 샌디에고까지 전부 홍수가 발생했고 당시 워싱턴 준주의 아이다호 지역, 당시 유타 준주의 네바다와 유타 지역, 당시 뉴멕시코 준주의 애리조나 지역 등 미국 내륙에도 홍수가 발생했다. 이 홍수로 캘리포니아에서는 43일간 눈과 비를 합쳐 총 강수량 3.0 m(3,000 mm)를 기록했다. 북아메리카 서부 산악지대에 내린 엄청난 폭설은 이듬해 봄여름에 눈이 녹으면서 미국 아이다호, 애리조나, 뉴멕시코 외에도 멕시코의 바하칼리포르니아주, 소노라주에도 홍수를 일으켰다.
대홍수는 따뜻하면서 거센 폭풍으로 내린 눈이 녹으면서 마무리되었다. 눈이 녹아 계곡이 범람하고 마을, 제분소, 댐, 수로, 주택, 울타리, 가축들이 침수되거나 휩쓸렸으며 들판은 완전히 황폐화되었다. 캘리포니아주에서 발생한 가장 거대한 규모의 자연재해이다. 이 홍수로 1861년 당시 미국 달러 기준으로 1억 달러의 피해가 발생했으며, 인플레이션을 감안하면 2021년 기준 31억 1,700만 달러의 피해에 해당한다. 또한 주지사, 주의회, 주정부 공무원은 1년 반동안 급여를 받지 못했다. 당시 캘리포니아주의 인구 1%에 해당하는 최소 4천명이 홍수로 사망했다고 추정한다.

## 배경
홍수를 일으킨 시기의 기후는 엘리뇨 유형을 보이지 않았으며, 오히러 미국 육군과 사설 기상관측대의 기록에 따르면 1861년 12월 초순은 태평양 북서부에서 약한 비가 내리고 있어 제트류가 북극 지방에 있던 것으로 추정된다. 2012년 수문학자와 기상학자의 연구에 따르면 홍수를 일으킨 폭우는 오리건주에서 남부 캘리포니아까지 미국 서해안을 따라 잇는 미국 서부 전체를 강타한 대기천 때문으로 추정된다.
대기천은 열대 지방에서 시작한 바람에서 기원한 대기 중의 두꺼운 수증기층으로 지표면에서 약 3 km 이상의 높은 고도까지 확장되며 폭은 약 400-600 km인 비교적 좁은 대역에 수증기가 몰려 있으며 대기전선면 앞에 있거나 대기전선면과 합쳐진다. 양력이 지속적으로 유입되는 적절한 대기환경에서 특히 대기천이 일정 기간 한 지역에 정체될 경우 엄청난 양의 강수량을 기록할 수 있다.
1862년의 대홍수는 20년간의 가뭄에 뒤이어 일어났다. 하지만 홍수가 일어나기 전인 1861년 11월에도 오리건주에서는 평년보다 더 많은 비가 내렸고 산간지방에는 폭설도 내렸다.:76–83 연구자들은 제트류가 남하하면서 12월 25일까지 오리건주 기상관측소에는 기온이 영하로 떨어졌을 것이라 추정했다. 장주기 파동인 로스비 파동이 저기압을 남쪽으로 밀려보내면서 캘리포니아에 폭우가 내리기 시작했고, 1862년 1월 말까지 저기압이 계속 머무르면서 거의 40일동안 쉬지 않고 주 전역에 폭우가 내렸다. 결국 이 강수대가 계속해서 남하하면서 센트럴밸리와 주변 산맥 지역에는 폭설까지 내리게 만들었고 시에라네바다산맥에서는 4.5 m가 넘는 눈이 쌓였다.

## 지역별 피해

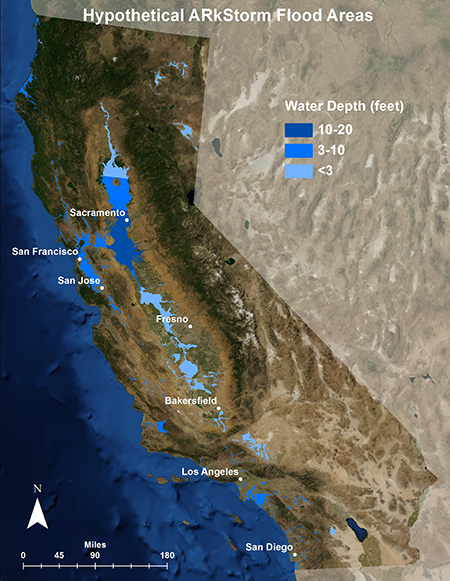
미국 지질조사국(USGS)의 ARkStorm 연구에 따른 1862년 대홍수 당시 캘리포니아주의 침수 영역을 그린 지도.

### 오리건
1861년 11월에는 오리건주 대부분에 많은 강우가 내렸으나 서북부 끄트머리는 강수량이 적었다. 고지대는 영하 이하로 추웠기 때문에 캐스케이드산맥에는 많은 눈이 내렸고, 이후 따뜻한 비가 다시 내리면서 녹은 눈과 내린 비가 합쳐져 윌래밋강과 케스케이드산맥의 여타 하천을 범람시켰다. 오리건해안산맥에서 발원하는 윌래밋강의 지류는 깊이가 낮았다. 12월 초에 유입된 열대성 저기압이 오리건주 전역에 강하고 따뜻한 남풍을 불렀고 매우 많은 비도 동반했다. 눈이 덮여 있던 케스케이드산맥에서 발원하는 지류에서 홍수 피해가 더욱 컸다. 윌래밋강의 대홍수는 12월 3일 세일럼, 4일에는 오리건시티에, 5일에는 오리건시티와 포틀랜드 사이의 밀워키를, 12월 8일에는 올버니를 덮쳤다.올버니와 세일럼에 발생한 홍수는 역사상 가장 높은 높이의 홍수이다. 오리건주를 덮친 홍수는 윌래밋계곡과 서부 오리건에서 기록된 역사상 가장 큰 홍수 중 하나이다.
1861년 12월 14일자 《오리건 시티 어거스》에 실린 다음 기사에서는 오리건시티를 덮친 홍수를 다음처럼 묘사했다.
11월 한달동안 비가 거의 계속 내렸고 산에는 엄청난 양의 눈이 쌓였을 것이다...
화요일 저녁 어둠이 내려앉자 그동안 한 번도 목격하지 못한 광경이 펼쳐졌다. 시냇물에 끊임없이 울리는 표호는 평범한 모노톤과는 다른 요소의 음악을 만들어냈고, 어둠은 눈부신 횃불과 배회하는 불빛으로 더 뚜렷했으며 물로 둘러싸인 창문에서 들리는 사람들의 외침은 어울러져 강렬하고 고통스러운 시간으로 변모했다. 홍수는 (18)53년 1월 최고 기록을 넘어섰고, 아직도 수위는 계속 상승중이다. 오늘 늦게까지 제분소는 남아있었지만 만족할 줄 모르는 괴물이 여전히 계속 기어올라와 모든 집의 기둥과 기초를 휘어감고 파괴의 구덩이에서 부수고 갈아서 부서진 파편을 파멸의 소용돌이로 휩쓸고 갔다. 전날 밤과 마찬가지로 밤새도록 집이 유린당한 사람들은 모든 재산을 희생해서라도 기꺼히 탈출해 안전한 장소로 대피했다.
수요일 아침의 빛은 그 완전함만큼이나 끔찍한 황폐함도 드러냈다. 오리건시티와 아일랜드 밀즈, 윌래밋 제철소, 주조소, 기계공장이 모두 사라졌다...:76–77

홍수로 수위가 너무 높아져서 12월 5일 홍수가 절정에 달한 시기 오리건시티에서는 증기선인 세인트클레어가 폭포까지 운행할 수 있었고, 증기선도 일반적인 강 수로에서 어느 정도 떨어진 지점까지도 이동할 수 있었다. 홍수로 수많은 밀과 밀가루도 떠내려갔지만 포틀랜드강 하류의 소비섬에서 오리건시티의 아일랜드 밀 창고가 발견되면서 일부를 되찾을 수 있었다. 인근의 마을인 린시티는 홍수로 마을 전체가 완전히 파괴되었고 이후 재건하지 않은채 버려졌다. 또한 홍수로 오리건 최초의 임시정부가 있었던 유서깊은 마을인 샴포그와 코벨리스에서 윌래맷강 건너편에 있던 마을인 오를린스 마을도 완전히 파괴되었는데 두 마을 모두 재건되지 않았다.:78
홍수는 오리건주 다른 지역에서도 큰 피해를 입혔다. 남쪽의 임프콰강에서도 아메리카 원주민 시기 이래로 가장 큰 홍수가 몰아쳐 1853년의 기록을 넘어선 3.0-4.6 m의 홍수위가 발생했다. 11월 3일부터 12월 3일까지 수위가 올라갔다가 이틀동안 내려갔으며, 다시 9일까지 수위가 상승했다. 포트임프콰에서는 스코츠버그 상류와의 통신이 끊겼고 강에는 집, 헛간, 레일, 농산물이 떠다녔다. 코퀼강에서는 정착민의 재산을 휩쓸어갔고 로그강과 기타 지천에서도 큰 홍수 피해가 발생했다.:78–79
오리건주에서는 내륙수운을 주요 이동로로 활용했기 때문에 홍수로 발생한 경제적 손실이 매우 컸다. 강변엔 제분소, 화물창고, 곡물 및 기타 식료품 창고 건물 부지가 줄지어 있었다. 제방 배후에는 상업 건물과 수많은 주택이 있었다. 강과 맞닿고 가축 사료 공급에 편리한 부지에는 농장 건물이 있었다. 밀가루 손실과 1860년대 이후 아이다호 금광 산업의 대호황으로 밀가루 가격이 건량 배럴 기준 7달러에서 12달러로 급등했다.

### 아이다호
워싱턴 준주 내륙, 현재의 아이다호주 지역에는 오리건에 전례 없는 홍수를 일으킨 폭풍이 내륙까지 들어와 전례 없는 폭설로 변했다. 컬럼비아강의 홍수와 산에 쌓인 눈 때문에 새먼강의 새로운 광산도시로 향하는 물자가 차단되어 플로렌스의 광부들은 1861년 12월부터 1862년 5월까지 완전히 고립된 채 굶주려야 했다. 7월 초에는 산에 쌓인 눈이 녹으면서 물이 되어 큰 홍수가 발생했다. 보이시강도 눈이 녹은 물이 전부 유입되어 큰 홍수가 발생했으며 기록된 최대 높이 홍수인 1943년 홍수보다 최대 4배 더 큰 규모로 추정된다. 홍수 때문에 한때는 강폭이 3 km 넘게 넓어졌다. 또한 홍수로 강 계곡에 있는 오리건 가도의 원래 길을 완전히 덮치거나 쓸려보냈다.

### 캘리포니아
캘리포니아에서는 끊임없는 비와 눈, 그리고 계절에 맞지 않는 이상고온이 합쳐져 큰 피해가 발생했다. 북부 캘리포니아에서는 11월 하순과 12월 초까지 많은 눈이 내렸고 이상기온이 찾아오자 비가 내리기 시작했다. 샌프란시스코에서는 1861년 12월부터 1862년 1월까지 약 890 mm에 달하는 강수량이 내렸으며 겨울철 총 강수량은 약 1.3 m(1,300 mm)에 달했다. 총 4차례 강한 폭우가 내렸는데 첫번째는 1861년 12월 9일, 두번째는 12월 23-28일, 세번째는 1862년 1월 9-12일, 네번째는 1월 15-17일에 내렸다. 아메리카 원주민들은 새크라멘토계곡에 비가 오면 내륙이 바다로 변할 수 있단 사실을 알고 있었다. 원주민의 구전설화에 따르면 해안산맥부터 시에라산맥까지 계곡을 가득 채운 물에 대해 묘사하는 대목이 있다.

#### 북부 캘리포니아
클라매스글렌에 있는 포트터와우는 1861년 12월 홍수로 완전히 파괴되어 1862년 6월 10일 기지 기능을 상실하고 버려졌다. 트리니티군과 샤스타군을 잇는 다리도 홍수로 쓸려내려갔다. 네바다군의 레드독 마을에서 윌리엄 베골은 12월 23일부터 1월 22일까지 총 650 mm의 비가 내렸으며, 이 중 1월 10일과 11일 24시간 사이에만 280 mm가 넘는 비가 내렸다고 보고했다.
위버빌의 존 카는 1861년 12월 트리니티강에서 폭우로 눈이 갑자기 녹아 홍수가 발생한 광경을 목격하고 다음과 같이 묘사하였다.
11월부터 3월 하순까지 폭풍과 홍수가 연속적으로 일어났다... 땅은 약 1피트(30 cm) 깊이의 눈으로 덮여있었고 산은 그보다 더 깊은 눈으로 덮여 있었다... 강물은 ... 통제할 수 없는 거대한 파괴괴물이 결박에서 벗어나 걷잡을 수 없이 돌진하며 사방에 파멸과 파괴를 몰고 오는 것처럼 보였다. 수위가 상승할 때 강 가운데가 가장 높게 볼록하게 보였다... 강둑 정착지부터 트리니티강 하구까지 150마일(약 240 km)에 달하는 모든 영역이 파괴되었다. 다리, 채굴기, 수문 전부 하나도 남지 않고 파괴되었다. 목장과 광부 오두막 일부도 같은 운명을 맞이했다. 다리와 광산, 목장에 투자한 수백명의 노동력과 수년간의 저축이 모두 떠내려갔다. 48시간만에 계곡은 황량한 폐허가 되었다. 군은 이 재앙적인 홍수로부터 회복되지 못했다. 많은 광산 수차와 다리는 재건되지 못했다.

2년 후 윌리엄 헨리 브루어가 크레센트시티 근처에서 홍수 피해 흔적을 보고 다음과 같이 말했다.
2년 전의 홍수로 해안을 따라 흘러가는 모든 강에서 엄청난 양의 잔해가 떠밀려왔는데, 믿기지 않을 정도의 많은 양의 잔해가 해안의 이 부분을 따라 떠내려왔다. 해안을 따라 약 10마일만 걸어도 백만 줄이 넘는 나무를 셀 수 있었다... 내가 측정한 나무파편은 껍질을 빼도 길이가 210피트(약 64 m), 너비가 3 1/2피트(1.1 m)에 달하는 크기였다.:495

당시 바다와 접해 있던 샌프란시스코의 경우 도시가 반도 끝에 있었고 양쪽에 바다가 접해 있어 빗물이 빠져나갈 수 있어 다른 지역보다는 피해가 덜했지만, 그래도 샌프란시스코도 곳곳에서 홍수 피해를 입었다. 또한 북부 캘리포니아의 홍수 강물 대다수가 샌프란시스코만으로 빠져나가 금문교 쪽의 좁은 하구로 밀려나갔으며, 강 하구에서 떨어진 지역에서도 민물고기가 잡힐 정도로 유출량이 많았다.

#### 센트럴밸리
홍수로 새크라멘토 전역과 산조아킨계곡이 침수되었다. 길이 약 480 km, 평균 너비 약 32 km의 13,000-16,000 km²에 달하는 땅이 물에 침수되었다. 센트럴밸리에 범람한 물은 최대 9.1 m 깊이로 잠겼으며 샌프란시스코와 뉴욕을 잇는 전신주도 완전히 물에 잠겼다. 캘리포니아주 전역의 교통, 우편, 통신이 한달 내내 끊겼다. 1861년 12월부터 봄까지 물이 빠지지 않았으며, 여름 들어서도 일부 지역은 여전히 침수되어 있었다.
폭우는 11월 8일 시작되어 4주동안 거의 쉬지 않고 내렸는데 샌프란시스코에서는 비가 매우 약하게 내렸지만 내륙에서는 폭우가 계속 내렸다. 그래스밸리 신문에 따르면 7일과 8일 36시간동안 약 9인치(약 230 mm)의 비가 내렸다고 한다... 다음날 강이 거의 언덕 꼭대기까지 올라왔다. 오번에서 아메리칸강의 북안의 높이는 약 35피트(약 10 m)넘게 상승했고, 다른 수많은 산악지대 지류도 비슷하게 수위가 상승했다. 9일에는 홍수가 새크라멘토밸리 저지대까지 올라왔다.

모데스토에서 동쪽으로 약 64 km 떨어진 스태니슬로스강 강변의 시에라네바다산맥 기슭 마을인 나이츠페리에서는 마을의 주택과 공장, 대부분의 사업장이 홍수로 쓸려내려갔다. 강을 가로지르는 다리는 처음 홍수는 견뎌냈지만 강에서 조금만 상류로 올라가면 투마일바의 다리 잔해가 기초부터 뜯어져 나가 휩쓸려 나이츠페리 다리와 충돌해 트러스 지지대를 부수고 암반 기초에서부터 다리를 뜯어버려 파괴했다. 1개 거리를 제외한 새크라멘토 전역과 메리스빌 일부, 산타로사 일부, 오번 일부, 소노라 일부, 네바다시티 일부, 네파 일부가 물에 잠겼다. 엠파이어시티와 머켈럼시티 같은 일부 작은 마을은 홍수로 완전히 파괴되었다.

#### 새크라멘토

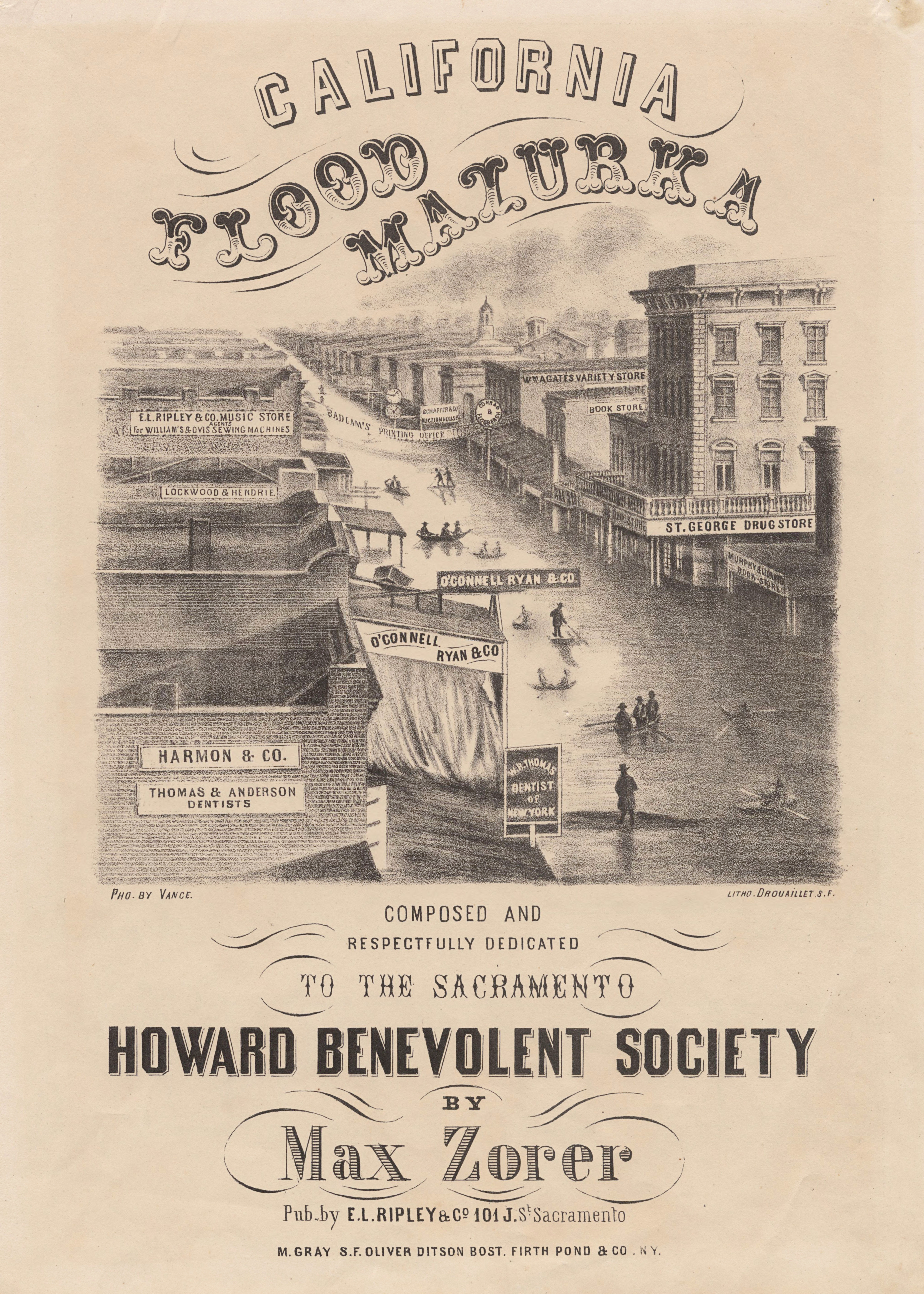
새크라멘토의 홍수를 그린 악보 표지.

새크라멘토강과 아메리칸강이 합류하는 지점에 있는 새크라멘토는 원래 간조시 기준 해발고도 약 5 m 높이에 지어졌으며 강의 수위는 매년 5.2-5.5 m 정도 상승했다. 《뉴욕 타임스》 1862년 1월 21일자 기사에서는 상류층 저택은 응접실에 1-2 m의 물이 들어찼으며, 2층 벽에 전부 물이 찬 흔적이 남았으며 캘리포니아에서 20년 이상 지낸 사냥꾼이 자주 보트를 타고 도시 부지를 지나갔다는 내용이 있으며, 1846년의 그 장소에서보다 물이 60일 가까이 2.1 m 더 깊었다고 진술했다. 1861년 12월 27일 새크라멘토강의 수위는 저수위 기준 22피트 7인치(6.88 m) 높이로 기록되어 24시간만에 3 m 넘게 상승했다.
홍수가 났던 새크라멘토 평원은 1861년까지 캘리포니아 골드 러시의 중심지가 되어 빠르게 늘어나는 인구로 거주지가 확장되었고 밸리의 상업과 무역의 중심지이자 캘리포니아 주의회의 본거지 역할을 하기 시작했다. 그 중 새크라멘토 도시는 새크라멘토강과 아메리칸강이 서로 합류하는 지점으로 홍수에 취약한 지형이었다. 존 뮤어는 새크라멘토의 계절별 홍수 특성에 대해 "... 가장 큰 홍수는 겨울에 일어나는데, 야생의 모든 물이 서리와 눈으로 뒤덮이고 묶여 있다... 드물게 따뜻한 비와 바람이 산으로 넘어와 눈의 한계선을 2,000-8,000 피트(600 m - 2.4 km) 위로 올려버려 큰 홍수가 발생한다."라고 언급했다.
하지만 1862년 대홍수로 이어진 일련의 폭풍은 평균 강수량 기록과 비교하면 500년에서 1,000년에 1번 꼴로만 발생하는 것으로 확인되었다. 1862년 1월 19일 예일 대학교의 순회지질학자인 윌리엄 브루어는 캘리포니아에서 발생한 홍수 범위에 대해 다음과 같이 말했다.
캘리포니아의 거대한 센트럴밸리(새크라멘토와 산조아킨밸리)가 길이 약 250-300 마일(400-480 km), 평균 폭 약 20마일(약 32 km)의 면적 약 5,000-6,000 평방마일(13,000-15,500 km²) 즉 50만 에이커에 달하는 영역이 물에 잠겼다! 대부분은 경작지가 아니긴 하지만 일부는 주립공원이기도 하다. 수천 개의 농장이 완전히 물에 잠겨 가축이 굶주리고 익사하고 있다.

1861년 12월부터 1862년 1월까지 강풍과 폭우를 동반한 일련의 폭풍으로 새크라멘토 거리와 보도가 물에 잠겼다. 당시를 촬영한 사진을 보면 도시의 거리 대신 운하가 생겨나고 상점 앞에 배가 정박한 모습을 볼 수 있다.
1862년 1월 10일 캘리포니아주의 8대 주지사인 릴런드 스탠퍼드는 취임식 날 노젓는 배를 타고 주의회 건물의 취임식 사무실로 이동했다. 당시 새로 지은 주의회 의사당은 침수 지역 한가운데 있었으며, 취임식 참여자들은 전부 배를 타가 노를 저어가야 했고 위험하다는 우려는 무시되어 취임식은 계획대로 주의회 건물에서 진행되었다. 주지사는 취임 선서 후 배를 타고 자신 집 2층 창문을 통해 귀가했다. 새크라멘토 대부분 지역은 폭풍이 지나간 뒤에도 3개월 넘게 물에 잠겨 있었다. 홍수 때문에 주지사 취임식 12일 후인 1862년 1월 23일부터 일시적으로 캘리포니아의 주도를 새크라멘토에서 샌프란시스코로 이전했다.

##### 제방 피해
새크라멘토는 아메리칸강과 새크라멘토강이 합류하는 넓고 평평한 계곡에 놓인 제방으로 큰 피해를 입었다. 동쪽의 고지대에서 홍수로 불어난 물이 유입되자 제방은 물을 내보내지 못하고 역으로 도시에 물을 가두는 댐 역할을 했다. 아메리칸강의 수위가 먼저 높아져 1월 9일 아침 제방이 무너졌다. 하지만 새크라멘토강 쪽 제방은 버티고 있었는데, 이 때문에 아메리칸강에서 범람한 물이 새크라멘토로 들어오면서 물이 빠져나가지 못하게 막았다. 곧 제방 안쪽의 수위가 제방 바깥쪽의 새크라멘토강 수위보다 약 3 m나 높아졌다.
존 카는 새크라멘토강이 가장 큰 홍수위였을 때 강에서 보트를 타고 강을 거슬러 올라가면서 여행기를 썼다.
... 나는 새크라멘토에서 레드블러프까지 가는 오래된 증기선인 '젬'에 탑승했다. 도선사가 강이 어디로 흐르는지 알 수 있는 유일한 방법은 강 양쪽 둑에 설치된 미루나무를 보는 것 뿐이었다. 배는 여러 번 멈춰서 나무 꼭대기와 집 지붕에 갇힌 사람들을 구조했다. 강을 거슬러 올라가는동안 죽은 말과 소, 양, 돼지, 집, 건초더미, 가정용품 등 상상할 수 있는 모든 종류의 물건이 강물에 떠내려가고 있었다. 레드블러프에 도착하자 사방이 물바다였고 군에 몇 남지 않았던 다리는 전부 떠내려가 있었다.

"모든 장작, 대부분의 울타리와 헛간, 모든 닭, 고양이, 쥐, 많은 소와 말"과 마찬가지로 2층 높이의 목조주택 수십 채도 홍수로 전부 들어올려져 떠내려간 광경도 포착되었다. 열악하게 지어진 판자촌의 중국인 마을이 가장 큰 타격을 입었다. 당시 중국계 구호단체 보고서에 따르면 중국계 이민자 사망자수만 1,000명이 넘었던 것으로 추정된다.
제방을 부수기 위해 체인 갱이 파견되어 제방을 전부 부수자 물이 도심 밖으로 쏟아져 나와 홍수위가 약 1.5-1.8 m 내려갔다. 결국 물은 도시의 최저지대와 같은 수위로 내려갔다.

##### 도시 재건
정치인들은 새크라멘토와 그 인근 지역의 제방 체계를 개선하는 홍수 통제와 예방사업에 150만 달러 이상을 투자해 홍수 위험을 해결했다.
새크라멘토는 20년간 아메리칸강의 수로를 조정하고 기존 제방 체계를 강화하며 도시 지반을 홍수위 이상으로 올리는 프로젝트를 진행해 도시 기반을 제건하는데 노력을 기울었다. 홍수 복구와 관련되어 너무 많은 비용으로 새크라멘토는 제방 복구와 재건에 중요한 전환점이 된 미국 대륙 횡단 철도 회사의 도움을 요청했다. 대홍수 이전에는 제방 붕괴와 균열 때문에 홍수 때마다 큰 피해를 입었다. 대륙 횡단 철도 주식회사는 시에라네바다산맥을 가로질러 선로를 깔고 새크라멘토에 주요 수리와 생산라인을 건설했다. 14,000명이 넘는 중국인이 센트럴 피타픽 철도의 수석도급업자 찰스 크로커의 지휘 하에 제방을 재건했다.
약한 제방 체계와 계절성 홍수에 대응해 홍수 지역 평야 지역의 건축은 주거 인프라와 연동되었으며 미드타운부터 새크라멘토 다운타운에 이르는 빅토리아 시기 건축 건물에서 뚜렷하게 나타난다. 홍수 대비 설계로 거리로 이어지는 계단이 있는 높은 현관이 있고 지하층에는 작은 속이 빈 공간을 만들어 지하실 침수를 막고 통풍도 겸하게 설계했다.
새크라멘토 구시가지는 홍수 이전보다 지반이 약 4.5 m 위로 올라갔다. 이를 위해 진흙과 모래를 부어 지반을 높이고, 건물을 토대에서 분리하고 3 m 이상 위로 올려 건설하거나 어떤 사람들은 1층을 포기하고 흙을 채워 넣어 올렸다. 이 작업은 총 15년 이상이 걸렸다. 이렇게 지반이 상승하고 나서 그 아래 구시가지의 폐허는 아무데도 연결되지 않는 터널 형태로 거리 아래에 남아 있으며 속이 빈 보도, 채워진 입구, 함정 문, 상점과 통로가 있던 잔해로 가득 차있다. 주변 지역에서 가져온 대형 통나무과 흙을 가지고 침수되었던 도시 지반을 안정화하고 그 위에 기초를 쌓았다.

#### 남부 캘리포니아
남부 캘리포니아에서는 1861년 12월 24일에서 로스앤젤레스 지역이 28일 연속 비가 내리는 기록을 관측했다.:243 로스앤젤레스의 1년 평균 강수량은 약 300 mm인데 비해, 당시 내린 강수량은 총 1,680 mm로 추정된다. 샌가브리엘산맥에 있는 광산 마을인 엘도라도빌은 홍수로 완전히 떠내려갔다. 홍수로 소 수천마리가 익사하고 로스앤젤레스강을 따라 심은 과일나무와 포도밭이 떠내려갔다. 5주간 로스앤젤레스는 우편 기능이 마비되었다. 《로스앤젤레스 스타즈》는 다음과 같이 보도했다.
테존으로 뻗은 도로는 현재 소식통에 따르면 거의 쓸려내려갔다고 합니다. 샌페르난도산은 산 정상에 있는 오래된 가도를 제외하면 접근이 불가능하다고 합니다 ... 평야는 여러 협곡으로 조각났고 모든 경사면엔 개울이 생겨 흘러내리고 있습니다.

당시 로스앤젤레스군의 평야는 수많은 작은 호수와 여러개의 구불구불한 개울이 있는 습지 지역으로 바뀌어 완전히 침수되었고, 강을 따라 놓인 농업 개간지 대부분이 파괴되었다. 저지대 대부분의 작은 정착촌들이 물에 잠겼다. 침수 지역은 수많은 소하천이 있는 거대한 호수들로 바뀌었다. 여기에 바다를 따라 흐르는 해류가 침수지역 평야를 가로질러 수역 구분이 무너지고 바다와 이어졌다.
로스앤젤레스군(현재의 오렌지군 포함)에서는 산타아나강이 범람해 강에서 약 6 km 떨어진 지점까지 1.2 m 깊이로 약 3주간 잠겨 바다가 되었다. 1862년 2월에는 로스앤젤레스강, 샌가브리엘강, 산타아나강 3개가 하나로 합쳐졌다. 당시 정부의 조사에 따르면 시그널힐에서 헌팅턴비치까지 약 29 km에 달하는 지역이 전부 침수되었다.:38
샌타바버라군에서는 좁은 해안평야가 산에서 범람한 강으로 전부 침수되었다. 벤투라강 지류에서 벤투라 마을로 물을 끌여들여오는 수도시설인 샌부웨나벤투라 성교구 수로는 1873년 벤투라군으로 행정구역이 쪼개지자 홍수 피해를 재건하지 못하고 그대로 버려졌다.
샌버너디노군에서는 교회와 뉴멕시코 아구아맨사 식민지 건물 1채를 제외한 모든 것이 산타아나강의 범람으로 완전히 휩쓸렸다. 1862년 1월 22일 밤 강물이 제방을 넘기 직전 보르고타라는 이름의 한 신부가 교회의 종을 울려 주민들에게 홍수가 다가오고 있음을 경고했고 모두 탈출하는 데 성공했다.
샌디에고에서는 바다에 불어닥친 폭풍이 샌디에고강에서 만으로 흘러들어가는 홍수물을 역류시켜 센디에고 항구에 새로운 운하가 생겨 길이 완전히 끊겼다. 지속적인 폭우는 지형도 변화시켜 홍수 이전 둥근 언덕이었던 지역이 깎아지르는 협곡과 절벽으로 깎였다.
북쪽의 오언스밸리에서는 후술할 네바다주 오로라 마을 동부와 비슷하게 눈과 홍수가 덮쳐 현지의 파이우트인(Paiute)이 의존하던 사냥감 대부분이 전부 죽어버렸다. 광부들에게 먹을 것을 주기 위해 밸리에 새롭게 들여온 소들이 원주민 방목자와 경쟁하며 파이우트인이 생존을 위해 의존하던 토착 야생 식물을 전부 먹어치웠다. 굶주린 파이우트인이 소를 죽이기 시작했고 목축업자와 갈등을 빚기 시작해 이후 오언스밸리 인디언 전쟁으로 이어졌다.

#### 경제적 영향
1862년 3월 양모재배협회는 홍수로 양 성체 10만마리와 새끼 50만마리가 폐사했다고 집계했다. 오클랜드 인근 샌프란시스코배이에 있는 굴 암초(Oyster reef)도 만으로 유입된 엄청난 양의 담수의 영향으로 굴들이 죽어가고 있는 것으로 보고되었다. 퇴적물로 가득 찬 물이 굴을 덮었다. 캘리포니아에서 서식하는 소의 1/4에 달하는 약 80만 마리가 홍수로 죽어 소를 기반으로 한 목장 방목업 기반 사회가 붕괴되었고 농업으로 전환되는 계기가 되었다. 주 전체 재산의 1/4에서 1/3이 손실을 입었고 주 전체 집의 8채 중 1채 꼴로 홍수로 떠내려가거나 파괴되었다. 수문, 용수로, 물레방아, 기중기와 같은 광산 장비들도 주 전역에서 손실을 입었다.
캘리포니아주 내 재산 피해의 초기 추정치는 천만 달러였다. 하지만 이후 자세한 집계 결과 캘리포니아주 내 과세 대상 부동산의 1/4이 홍수로 파괴된 것으로 확인되었다. 주정부는 홍수로 인한 피해와 세수 손실이 겹쳐 파산 선언을 내릴 정도로 경제적 손실이 컸다. 이 파산 선언으로 주의회와 주정부는 18개월 동안 월급을 주지 못했다.

### 네바다
캘리포니아주 동부 카슨강 유역과 유타 준주 서부(현재의 네바다주)도 비슷한 패턴의 홍수로 피해를 입었다. 1861년 12월 카슨강 상류 지역의 연이은 폭풍으로 카슨밸리에서 홍수가 시작되었다. 1861년 12월 20일에는 강설량 약 61 cm(610 mm)에 달하는 젖은눈 폭설이 계곡 바닥에 쌓였다. 눈이 내린 후 매우 추운 날씨로 눈이 얼어붙었고 12월 25일부터 3일간 다시 비가 내렸다. 1862년 1월 2일까지 데이턴 마을과 주변 지역이 홍수로 침수되었다.
오로라 마을 인근에서는 1861년 11월 눈이 조금 내리고 크리스마스 이브까지 온화한 날씨가 계속되다 이후부터 며칠간 폭설이 내리기 시작했다. 기온은 영하로 떨어졌고 시에라네바다산맥을 넘는 고갯길은 폐쇄되었다. 1862년 1월 둘째주에는 날씨가 약간 따뜻해졌지만 눈이 폭우로 바뀌었다. 에스메렐다와 윌러우협곡이 범람해 오로라 마을이 침수되었다. 많은 건물이 최대 7.5 cm에 달하는 깊이까지 물에 잠기고 어도비 건물은 진흙탕으로 변해 붕괴되었다. 일주일이 지나자 날씨가 다시 추워졌고 눈이 다시 내리기 시작했다. 며칠 만에 눈은 비가 내리기 이전보다 더 깊게 쌓이기 시작했다. 오로라의 사무엘 영은 1861년 12월 24일부터 30일간 이 중 26일이 연속해서 눈과 비가 내렸다고 기록했다.

### 유타
유타 지역 서남부의 워싱턴군 초기 정착지인 포트클라라, 세인트조지, 그래프턴, 던컨스리트리트, 어드밴처, 노스롭은 1862년 1월에서 2월 사이 44일간 연속된 비로 버진강과 산타클라라강이 범람해 대부분 파괴되었다. 포트클라라 마을의 생존자들은 산타클라라강의 오래된 요새에서 동쪽으로 약 1.6 km 떨어진 곳에서 새로운 현대 도시인 산타클라라를 세웠다. 어드밴처, 노스롭 및 인근 다른 마을에서 홍수 피해를 입은 정착민들은 스프링데일과 록빌이라는 새로운 마을을 세웠다. 아이언군의 포트하모니에 살던 정착민들은 어도비 양식의 집이 전부 붕괴되어 마을을 버리고 다른 곳으로 피난갔다. 이들은 홍수 피해 지역을 피해 뉴하모니와 커내러빌을 세웠다.

### 애리조나
뉴멕시코 준주 서부(현재의 애리조나주)에 1862년 1월 말 폭우가 내려 콜로라도강과 힐라강에 심각한 홍수가 발생했다. 1862년 1월 20일 콜로라도강이 범람하기 시작했고, 1월 22일 오후에는 이미 1.8 m 높이에 육박한 강물이 3시간만에 갑자기 수위가 상승해 제방이 범람하고 캘리포니아주의 포트 유마가 콜로라도강 한 가운데의 섬으로 변했다. 1월 23일 오전 1시 경에는 강 수위가 최정점에 달했다. 포트 유마에서 강 하류로 약 1.6 km 떨어진 제거시티와 콜로라도강 건너편에 있떤 콜로라도시티는 마을이 통째로 떠내려갔다. 힐라강과 콜로라도강이 합류하는 애리조나시티 바로 위 저지대의 목장은 6.1 m 깊이로 침수되고 제방을 전부 넘어버릴 정도였다. 강변에 거주지 고지대에 집이 있던 증기선 기업가 조지 알론소 존슨과 인근의 후퍼의 집만 마을에서 무사했다. 콜로라도시티는 1862년 홍수 이후 이전보다 더 고지대에 재건되었다.
힐라강의 홍수는 남쪽의 모래언덕부터 북쪽의 산기슭까지 콜로라도강과 합류하는 하구 계곡 전체를 덮쳤다. 포트 유마에서 동쪽으로 약 32 km 떨어진 힐라시티에서 남북전쟁 당시 캘리포니아 컬럼의 애리조나 연맹주 진격에 보급을 하기 위해 진격로를 따라 건설되었던 광산붐 마을들 대부분이 홍수로 파괴되었다. 이보다 더 동쪽도 도로가 침수되고 건물과 차량이 휩쓸렸으며 투손으로 향하는 길은 완전히 진흙으로 덮여 한동안 도로가 끊겼다. 힐라강과 콜로라도강의 대홍수는 저지대를 전부 진흙으로 뒤덮였다. 강을 따라 수많은 가축이 익사하고 아메리카 원주민의 농작물들도 파괴되었다.
1862년 콜로라도강의 범람은 앨라모강과 뉴강 사이에 있는 솔턴 분지까지 흘러가 길이 약 97 km, 너비 약 48 km 크기의 호수를 만들었다.

### 뉴멕시코
1861년에서 62년 사이 겨울, 로키산맥 남부와 리오그란데강 발원지에 있는 여러 산맥에 쌓인 거대한 눈이 메실라계곡의 강물 흐름을 바꿀 정도로 거대했던 봄철 대홍수를 일으켰다. 또한 이 홍수는 후퇴하는 아메리카 연합국 뉴멕시코군을 차단하는 캘리포니아 컬럼의 작전을 방해했다. 1862년 7월 8일 제1캘리포니아 기병연대 자원군 지휘관인 중령 에드워드 아이어는 다음과 같이 기록했다.
여름 들어 리오그란데강은 비정상적으로 수위가 올라갔고, 포트 크레이그와 메실라 사이 모든 지역이 계속 범람하고 있다. 현재는 강 서쪽의 메실라에 접근하는 것이 불가능하며, 물이 가장 크게 흐르는 부분이 흐르는 마을 서쪽에 새 물길이 생겨 쓸려내려갔다. 게다가 긴 거리가 다 범람하고 토양도 질퍽해 동물들이 통과하러고 시도할 때 전부 수렁에 빠지고 있다.

결국 메실라에서 강을 건너는 대신 아이어의 부대는 물이 전부 내려갈 때까지 일주일을 더 기다리다 강 상류의 포트스론의 오래된 샌디에이고 여울을 통해 리오그란데강을 건넜으며, 그동안 미연합국 부대는 재편성하여 텍사스로 후퇴했다. 멕시코-미국 전쟁 이후 리오그란데강 서쪽 강둑에 세워진 도시인 메실라는 강 자체가 홍수로 물길이 바뀌어 강 동쪽으로 바뀌어버렸고 현재까지도 그대로 강 동쪽의 마을로 남아있다.

### 멕시코 소노라주
멕시코 소노라주에 있는 포르트이사벨 진창은 깊이가 매우 얕은 여울이었지만 1862년 극심한 홍수로 물길이 훨씬 깊어져 썰물 때 가장 얕은 곳도 깊이가 90 cm가 넘었다. 진창 입구는 강 하구에서 약 8 km 떨어져 있었고 콜로라도강의 극단적인 조수 간만의 차로 인한 조석해일 영향을 받지 않아 썰물 때 갯벌이나 사주에 좌초되는 일을 막을 수 있을 정도로 안정적이었다. 이 덕분에 해상의 선박이 로빈슨스 랜딩 어귀에서 조수의 위험 없이 강을 오르내리는 증기선이 화물과 승객을 싣고 내릴 수 있는 이상적인 정박지가 되었다.
1865년 3월 W. H. 피어슨이 지휘하는 샌프란시스코에서 출발한 스쿠너인 이사벨 호가 처음으로 이 진창을 발견하고 들어와 화물을 하역했다. 그 후 증기선, 범선, 나중에는 원양 항해 증기함이 이곳에서 화물을 싣고 내렸으며, 이후 진창에서 약 4 km 떨어진 포르트이사벨에는 증기선 회사와 조선소도 건설되었다. 이 항구는 1878년까지 사용되다 남태평양 횡단 철도가 유마까지 완공되자 이듬해엔 항구가 버려지고 조선소도 유마로 이전되었다.

## 현대 영향
이 폭풍은 전례 없는 일이 아니었다. 지질학적 조사에 따르면 1861-1862년과 같거나 더 큰 규모의 대규모 홍수가 캘리포니아에서 약 100-200년마다 발생한다는 사실이 밝혀졌다. 미국 지질조사국(USGS)은 현대 캘리포니아에서 1862년 대홍수와 비슷한 사건이 발생할 경우 일어날 수 있는 상황에 대한 시뮬레이션 연구인 ARkStorm 시나리오를 개발했다. 이 시나리오에 따르면 오늘날 1862년 대홍수와 같은 폭풍이 불게 된다면 약 7,250억 달러에서 1조 달러에 달하는 피해가 발생할 것으로 추정된다. 기후 변화 때문에 이러한 대규모 홍수 발생 가능성이 점점 높아지고 있다.

## 같이 보기
- 1605년 캘리포니아 홍수
- 홍수 목록
- 1900년 이전 미국의 홍수 목록

## 참고 문헌
- Ingram, B. Lynn (2013년 1월 1일). “California Megaflood: Lessons from a Forgotten Catastrophe”. 《Scientific American》. 2017년 1월 9일에 확인함.
- 루시 존스 (2020년 4월 27일).  권예리; 홍태경, 편집. 《재난의 세계사》. 눌와. ISBN 979-11-89074-17-3.